# Marcus Claudius Marcellus Aeserninus (consul in 22 v.Chr.)
Marcus Claudius Marcellus Aeserninus (PIR2 C 926) was een Romeins politicus. Zijn cognomen was Marcellus, een van de aanzienlijke familienamen. Aeserninus verwijst naar de in Samnium gelegen stad Aesernia, nu Isernia.
Marcellus was in 48 v.Chr. onder Quintus Cassius Longinus quaestor in Hispania Ulterior. Cassius stuurde hem met een deel van de troepen uit om Corduba te bezetten, omwille van de muiterij en opstand die hijzelf had veroorzaakt in Hispania door zijn onderdrukking en rooflust. Maar Marcellus sloot zich al snel aan bij de muiters, hoewel het niet zeker is of dit vrijwillig of onder dwang was. En hij plaatste zichzelf aan het hoofd van alle troepen die waren samengekomen in Corduba, die hij trouw liet blijven aan Caesar, terwijl hij zich tegelijkertijd voorbereidde om Cassius met de wapens te weerstaan. Maar hoewel de twee leiders, met hun respectievelijke legers, zich voor een tijdje tegen elkaar verzetten, vermeed Marcellus het tot een definitieve veldslag te laten komen. En kort na de aankomst van de proconsul, Marcus Aemilius Lepidus, haastte hij zich om zich onder diens autoriteit te plaatsen en de legioenen onder zijn bevel te zijner beschikking te stellen. Door de twijfelachtige rol die hij in deze had gespeeld, haalde Marcellus zich eerst de verbolgenheid van Caesar op de hals (die hem liet verbannen), maar later kwam hij weer in diens gunst.
Hij was samen met Lucius Arruntius consul ordinarius in 22 v.Chr.. Hij zou magister van de XVviri sacris faciundis tijdens de Ludi Saeculares in 17 v.Chr. Hij trouwde met Asinia, de dochter van Asinius Pollio, de consul van 40 v.Chr.